# Zupalseehütte
Die Zupalseehütte ist eine private Schutzhütte in der Lasörlinggruppe (Untergruppe der Venedigergruppe) in Bezirk Lienz, das zum österreichischen Bundesland Tirol gehört. Sie liegt auf 2346 m ü. A. Höhe am Fuße des Zupalkogel oberhalb von Virgen im Bezirk Lienz. Namensgeber ist der kleine Zupalsee direkt an der Hütte.

## Aufstieg
- von Virgen über die Wetterkreuzhütte in ca. 6 Stunden
- von Virgen durch das Steinkaastal in ca. 3,5 Stunden

## Touren
- Zupalkogel (2720 m)
- Speikboden (2653 m)
- Donnerstein (2725 m)
- Melspitze (2641 m)

## Übergang zu anderen Hütten
- Lasörlinghütte
- Wetterkreuzhütte
- Speikbodenhütte